# 感謝カンゲキ雨嵐
『感謝カンゲキ雨嵐』（カンシャカンゲキアメアラシ）は、日本の男性アイドルグループ・嵐の通算4枚目となるシングル。2000年11月8日にポニーキャニオンから発売された。

## 概要
前作からおよそ4か月ぶりのリリースで、20世紀に発売された最後のシングル。
表題曲はメンバーである二宮和也出演のフジテレビ系ドラマ『涙をふいて』オープニングテーマ（主題歌はゆずの「飛べない鳥」）として起用され、2度目のドラマタイアップとなった。
嵐のコンサートの終盤でよく歌われており、嵐が2度目のパーソナリティーを務めた2008年の『24時間テレビ』では終盤に、3度目となった2012年では、番組開始直後にメンバー全員で歌っている。さらに、2020年12月26日放送の『嵐にしやがれ』最終回スペシャルでのラストで歌唱されたり、10周年記念全国ツアー「ARASHI Anniversary Tour 5×10」および、20周年記念全国5大ドームツアー｢ARASHI Anniversary Tour 5×20｣では感謝の意を表し、オープニングで歌われるなど、ファンへの感謝を伝える代表曲となっている。PVの監督は大橋陽。
本作には「リミテッドバージョン」と表記した生産限定盤と「スタンダードバージョン」と表記した通常盤の2種類があり、ジャケットとCD盤面のデザインが異なっているが、収録曲は同じ。ただし、リミテッドバージョンには「嵐オリジナルホログラムステッカー」が封入されている。
表題曲の曲名は、非常にありがたいことを意味する「感謝感激雨霰」（かんしゃかんげきあめあられ）をもじったもの。また、正式なタイトルは漢字の上にカタカナのルビが振られている。

## 収録曲
1. 感謝カンゲキ雨嵐
作詞：戸沢暢美
作曲：馬飼野康二
編曲：CHOKKAKU
  - 二宮和也出演 フジテレビ系水曜劇場『涙をふいて』オープニングテーマ
2. OK! ALL RIGHT! いい恋をしよう
作詞：久保田洋司
作曲：谷本新
編曲：CHOKKAKU
  - 嵐出演 ブルボン「プチシリーズ」CMソング
3. 感謝カンゲキ雨嵐（オリジナル・カラオケ）
4. OK! ALL RIGHT! いい恋をしよう（オリジナル・カラオケ）

## 収録アルバム
- ARASHI NO.1 (ICHIGOU) -嵐は嵐を呼ぶ-（#6）
- 嵐 Single Collection 1999-2001（#7, 8）
- 5×10 All the BEST! 1999-2009（Disc1 #5）
- 5×20 All the BEST!! 1999-2019（Disc1 #5）
- ウラ嵐BEST 1999-2007（#3）

## 映像作品
感謝カンゲキ雨嵐
- How's it going? SUMMER CONCERT 2003
- 2004 嵐!いざッ、Now Tour!!
- ARASHI AROUND ASIA Thailand-Taiwan-Korea
- ARASHI AROUND ASIA+ in DOME
- SUMMER TOUR 2007 FINAL Time -コトバノチカラ-
- ARASHI AROUND ASIA 2008 in TOKYO
- ARASHI Anniversary Tour 5×10
- ARASHI 10-11 TOUR "Scene"〜君と僕の見ている風景〜 STADIUM
- ARASHI LIVE TOUR Beautiful World
- ARASHI アラフェス NATIONAL STADIUM 2012
- ARASHI アラフェス'13 NATIONAL STADIUM 2013
- ARASHI Live Tour 2013 “LOVE”
- ARASHI BLAST in Hawaii
- ARASHI LIVE TOUR 2014 THE DIGITALIAN（初回限定盤）
- ARASHI BLAST in Miyagi
- ARASHI LIVE TOUR 2015 Japonism
- ARASHI LIVE TOUR 2016-2017 Are You Happy?
- ARASHI LIVE TOUR 2017-2018 「untitled」（通常盤）
- ARASHI Anniversary Tour 5×20
- アラフェス2020 at 国立競技場
- This is 嵐 LIVE 2020.12.31